# Lijst van heersers van Castilië en León
Dit is een lijst van heersers van Castilië en León, de Kroon van Castilië

## Koningen van León
| Naam                      | Periode     | Opmerkingen                                                                                         |
| ------------------------- | ----------- | --------------------------------------------------------------------------------------------------- |
| Alfons III, de Grote      | 866 - 910   | Ook koning van Asturië (866-910), koning van Galicië (866-910)                                      |
| García I                  | 910 - 914   | |
| Ordoño II                 | 914 - 924   | Ook koning van Galicië als Ordoño I (910-924)                                                       |
| Fruela II                 | 924 - 925   | 924: Asturië gaat op in het koninkrijk León, ook koning van Galicië (924-925)                       |
| Alfons Froilaz            | 925 - 926   | Van troon gestoten door Alfons IV in León-Asturië, en door Sancho I in Galicië                      |
| Alfons IV                 | 926 - 931   | † 933                                                                                               |
| Ramiro II                 | 931 - 951   | |
| Ordoño III                | 951 - 956   | |
| Sancho I, de Dikke        | 956 - 958   | |
| Ordoño IV                 | 958 - 960   | |
| Sancho I                  | 960 - 966   | |
| Ramiro III                | 967 - 984   | |
| Bermudo II                | 984 - 999   | |
| Alfons V, de Edele        | 999 - 1028  | |
| Bermudo III               | 1028 - 1037 | |
| Ferdinand I               | 1037 - 1065 | Ook Graaf van Castilië (1035-1065)                                                                  |
| Alfons VI, de Dappere     | 1065 - 1109 | Ook koning van Castilië (1072-1109), Galicië en Portugal (1073-1109)                                |
| Urraca                    | 1109 - 1126 | Ook koningin van Castilië (1109-1126)                                                               |
| Alfons VII                | 1126 - 1157 | Ook koning van Galicië (1119-1157) en Castilië (1126-1157))                                         |
| Ferdinand II              | 1157 - 1188 | |
| Alfons IX                 | 1188 - 1230 | |
| Ferdinand III, de Heilige | 1230 - 1252 | Ook koning van Castilië (1217-1252); Ferdinand III verenigt Castilië en León als onverdeelbaar rijk |

## Graven en koningen van Castilië
| Naam                             | Periode            | Opmerkingen                                                                                     |
| GRAAF VAN CASTILIË               | GRAAF VAN CASTILIË | GRAAF VAN CASTILIË                                                                              |
| -------------------------------- | ------------------ | ----------------------------------------------------------------------------------------------- |
| Ferdinand Aznárez                | 927 - 930          | huwde met de weduwe van García I van León                                                       |
| Ferdinand González               | 930 - 970          |                                                                                                 |
| García I Fernandez               | 970 - 995          |                                                                                                 |
| Sancho I Garcés                  | 995 - 1017         |                                                                                                 |
| García II Sanchez                | 1017 - 1029        |                                                                                                 |
| Mayor + Sancho III van Navarra   | 1029 - 1032        |                                                                                                 |
| Sancho III van Navarra, de Grote | 1032 - 1035        |                                                                                                 |
| Ferdinand I, de Grote            | 1035 - 1065        | ook koning van León (1037-1065)                                                                 |
| KONING VAN CASTILIË              |                    |                                                                                                 |
| Sancho II                        | 1065 - 1072        |                                                                                                 |
| Alfons VI, de Dappere            | 1072 - 1109        | ook koning van León (1065-1109), Galicië en Portugal (1073-1109)                                |
| Urraca                           | 1109 - 1126        | ook koningin van León (1109-1126)                                                               |
| Alfons VII                       | 1126 - 1157        | ook koning van Galicië (1119-1157) en León (1126-1157))                                         |
| Sancho III                       | 1157 - 1158        |                                                                                                 |
| Alfons VIII, de Edele            | 1158 - 1214        |                                                                                                 |
| Hendrik I                        | 1214 - 1217        |                                                                                                 |
| Berenguela                       | 1217               |                                                                                                 |
| Ferdinand III, de Heilige        | 1217 - 1252        | ook koning van León (1230-1252); Ferdinand III verenigt Castilië en León als onverdeelbaar rijk |

## Koningen van Castilië-León
| Naam                                  | Periode     | Opmerkingen |
| ------------------------------------- | ----------- | --- |
| Alfons X, de Wijze                    | 1252 - 1284 | |
| Sancho IV, de Dappere                 | 1284 - 1295 | |
| Ferdinand IV                          | 1295 - 1312 | |
| Alfons XI                             | 1312 - 1350 | |
| Peter I, de Wrede                     | 1350 - 1369 | |
| HUIS TRASTÁMARA                       |             | |
| Hendrik II, de Weldadige Schenker     | 1369 - 1379 | |
| Johan I                               | 1379 - 1390 | |
| Hendrik III, de Lijder                | 1390 - 1406 | |
| Johan II                              | 1406 - 1454 | |
| Hendrik IV, de Machteloze             | 1454 - 1474 | |
| Isabella I, de Katholieke             | 1474 - 1504 | Gehuwd met Ferdinand II van Aragon |
| Johanna + echtgenoot Filips de Schone | 1504 - 1506 | Na de dood van Filips (1506) wordt Johanna ontoerekeningsvatbaar gesteld; Ferdinand II van Aragon wordt regent voor Karel I                           |
| Karel I                               | 1506 - 1516 | Volgt in 1516 zijn grootvader Ferdinand II op als koning van Aragón; In de volksmond worden hij en zijn opvolgers daarom "koning van Spanje" genoemd. |